# Cztery klasyczne powieści chińskie

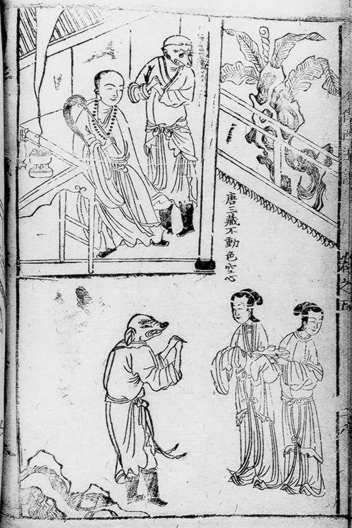
Ilustracja do powieści „Wędrówka na Zachód”, przedstawiająca podróż mnicha Xuangzanga.

Cztery klasyczne powieści chińskie (chiń. 四大名著; pinyin Sì dà míngzhù) – cztery powieści powszechnie uznawane za najwybitniejsze dzieła literatury chińskiej cesarskich Chin. Wydane w czasach dynastii Ming i dynastii Qing, są znane większości chińskich czytelników. Nie powinny być mylone z Czteroksięgiem konfucjańskim. 
Są one jednymi z najdłuższych i najstarszych powieści na świecie. Uważane są za szczytowe osiągnięcie chińskiej powieści klasycznej, które wywarło znaczący wpływ na wiele powieści, sztuk, filmów, gier i innych form rozrywki w całej Azji Wschodniej – Chinach, Korei, Japonii i Wietnamie.

Są to (w porządku chronologicznym): 
| Polski                         | Uproszczone pismo chińskie | Tradycyjne pismo chińskie | Hanyu pinyin | Autor         | Data powstania |
| ------------------------------ | -------------------------- | ------------------------- | ------------ | ------------- | -------------- |
| Opowieści znad brzegów rzek    | 水浒传                     | 水滸傳                    | Shuǐhǔ Zhuàn | Shi Nai’an    | XIV wiek       |
| Opowieści o Trzech Królestwach | 三国演义                   | 三國演義                  | Sānguó Yǎnyì | Luo Guanzhong | XIV wiek       |
| Wędrówka na Zachód             | 西游记                     | 西遊記                    | Xīyóujì      | Wu Cheng’en   | XVI wiek       |
| Sen czerwonego pawilonu        | 红楼梦                     | 紅樓夢                    | Hónglóu Mèng | Cao Xueqin    | XVIII wiek     |